# África começa nos Pirenéus
África começa nos Pirenéus é uma expressão que pretende mostrar desconsideração para com Espanha — e por localização geográfica, a Portugal, Andorra e Gibraltar —, que se baseia na situação geográfica da Península Ibérica. É originária de França, sendo a autoria geralmente atribuída a Alexandre Dumas, embora isto seja desmentido por Nestor Luján. Jean-Frédéric Schaub documenta na sua obra A France espagnole. Les racines hispaniques de l’absolutisme français (2003) uma frase similar de Stendhal: «Se o espanhol fosse muçulmano, seria um africano completo».
Cunhada em algum momento entre finais do século XVIII e inícios do século XIX, foi utilizada na Europa durante todo esse século, sendo particularmente habitual na Espanha do século XX , onde se utilizava de maneira burlesca nos círculos absolutistas e reaccionarios opostos à expansão do liberalismo no país como legitimação do subdesenvolvimento secular das regiões espanholas face às propostas modernizadoras dos afrancesados. Os historiadores García de Cortázar e González Vega escreveram que, expressão de despeito ou não, o termo é unicamente «a constatação dessa especificidade cultural do âmbito peninsular, difícil de assimilar às categorias dos países desenvolvidos».
Segundo José María Ortega Sánchez (1977) no artigo «As origens do islão em Espanha, de mercenários, misioneros, estudantes e conversos (e II)» a frase foi cunhada por Domingos António de Sousa Coutinho (1760-1833) ao comentar a obra de Dominique de Pradt (1759-1837) Mémoires historiques sul a révolution d ́Espagne (1816).
Domingos António de Sousa Coutinho, ao comentar no livro A guerre da Péninsule sous são véritable point de vue (Bruxelles: Weissenbruch 1819 p.xxiv), escreveu-a, referindo-se à estreita união que teve Espanha tanto com respeito a África como com respeito à Europa. Também não têm faltado intelectuais que trataram de dar a volta ao seu significado, utilizando-a como motivo de orgulho, como foi o caso de Miguel de Unamuno em Sobre a independência da pátria (1908). Outros, como Antonio Machado, se ofenderam com ele e argumentaram em seu contrário.